# Sena Tomita
Sena Tomita (冨田 せな?, Tomita Sena; Myōkō, 5 ottobre 1999) è una snowboarder giapponese.

## Biografia
Originaria di Myōkō e attiva in gare FIS dal gennaio 2013, Sena Tomita ha debuttato in Coppa del Mondo il 14 febbraio 2016, giungendo 9ª nell'halfpipe di Sapporo. Il 21 dicembre 2018 ha ottenuto, a Secret Garden, il suo primo podio, nel massimo circuito, classificandosi al 2º posto nella gara vinta dalla cinese Liu Jiayu. Nel 2022 ha vinto la medaglia di bronzo ai Giochi olimpici di Pechino, chiudendo la prova dietro alla statunitense Chloe Kim e alla spagnola Queralt Castellet.

## Palmarès

### Olimpiadi
- 1 medaglia:
  - 1 bronzo (halfpipe a Pechino 2022)

### Winter X Games
- 1 medaglia:
  - 1 oro (superpipe ad Aspen 2022)

### Coppa del Mondo
- Miglior piazzamento nella Coppa del Mondo di halfpipe: 2ª nel 2022
- 10 podi:
  - 1 vittoria
  - 4 secondi posti
  - 5 terzi posti

#### Coppa del Mondo - vittorie
| Data             | Luogo   | Paese  | Disciplina |
| ---------------- | ------- | ------ | ---------- |
| 22 febbraio 2025 | Calgary | Canada | HP         |

Legenda:

HP = Halfpipe